# It's a Cruel World
It's a Cruel World è un cortometraggio muto del 1918 diretto da Allen Curtis.

## Produzione
Il film fu prodotto dalla Nestor Film Company.

## Distribuzione
Distribuito dall'Universal Film Manufacturing Company, il film - un cortometraggio di una bobina - uscì nelle sale cinematografiche USA il 29 aprile 1918.